# Hardcore chrétien

Sigle JCHC du mouvement "Jesus Christ Hardcore"

Le hardcore chrétien (christcore, christian hardcore ou spirit-filled hardcore) se réfère à des groupes et artistes orientés punk hardcore, principalement aux États-Unis, traitant de leur croyance et foi chrétienne dans leurs textes, que ce soit en tant que groupe chrétien revendiqué comme tel, ou tout simplement comme idéal vécu par les artistes. Sous cette appellation, se retrouve aussi les groupes de metalcore, dans lequel de nombreux groupes et artistes chrétiens comme notamment Alove for Enemies, August Burns Red, Blenderhead, Demon Hunter, et The Devil Wears Prada.
Contrairement aux idées reçues, le spirit-filled hardcore n'est pas un sous-genre du punk hardcore, il est un courant qui le traverse au même titre que le mouvement straight edge. Le prosélytisme n'est pas l'objectif premier de tous les groupes de ce courant, et enfin les fans de ces groupes ne sont pas tous exclusivement chrétiens. Certains groupes de cette mouvance se revendiquent straight edge à l'instar de xLooking Forwardx, xDeathstarx. Enfin, d'autres sont aussi plus particulièrement engagés « en religion », comme pasteurs par exemple, c'est le cas de Tom Green, chanteur de Sleeping Giant ou Jason Berggren, chanteur de Strongarm.

## Histoire
Dans les années 1980, le groupe américain The Lead est l'un des pionniers de ce courant avant d'être suivi par d'autres, comme The Crucified, Crashdog ou No Innocent Victim dans les années 1990.

## Filmographie
- (en) ChristCORE, Documentaire de Justin Ludwig, 2012, Canada[5].